# Alien Love Secrets
„Alien Love Secrets“ е EP (миниалбум) на американския композитор и китарист Стив Вай, издаден през 1995 г. Албумът е издаден по средата на записването на „Fire Garden“. С този запис Вай искал да предостави на феновете си достойна предпоставка за повече от 70 минути дългия „Fire Garden“. Рифът в „Bad Horsie“ е взет от изпълнението на Вай във филма „Кръстопътища“. Думите в „Ya-Yo Gakk“ всъщност са запис на малкия син на китариста. „Tender Surrender“ и „The Boy from Seattle“ са в стила на Джими Хендрикс и стават популярни.